# John M. Vining
John M. Vining (Dover, 1758. december 23. – Wilmington, 1802. február) az Amerikai Egyesült Államok szenátora (Delaware, 1793–1798).